# Ключовська сільська рада (Пономарьовський район)
Ключо́вська сільська рада (рос. Ключёвский сельский совет) — сільське поселення у складі Пономарьовського району Оренбурзької області Росії.
Адміністративний центр — село Ключовка.

## Населення
Населення — 369 осіб (2019; 468 в 2010, 651 у 2002).

## Склад
До складу сільської ради входять:
| Населений пункт    | Населення, осіб (2002) | Населення, осіб (2010) |
| ------------------ | ---------------------- | ---------------------- |
| Георгієвка, селище | 45                     | 26                     |
| Ільїновка, селище  | 39                     | 19                     |
| Ключовка, село     | 547                    | 423                    |
| Михайловка, селище | 20                     | 0                      |